# Sixten Sason

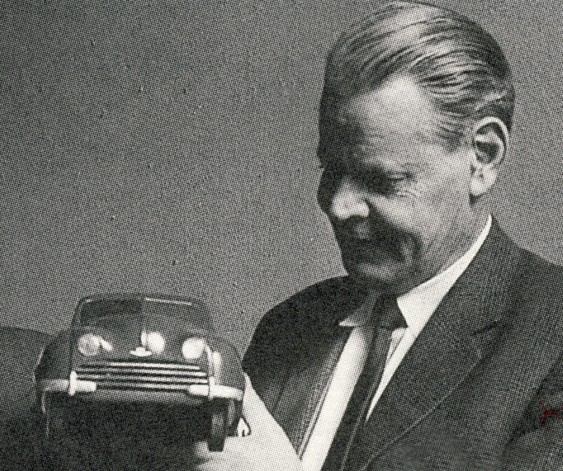
Sason mit dem Saab 92, 1959

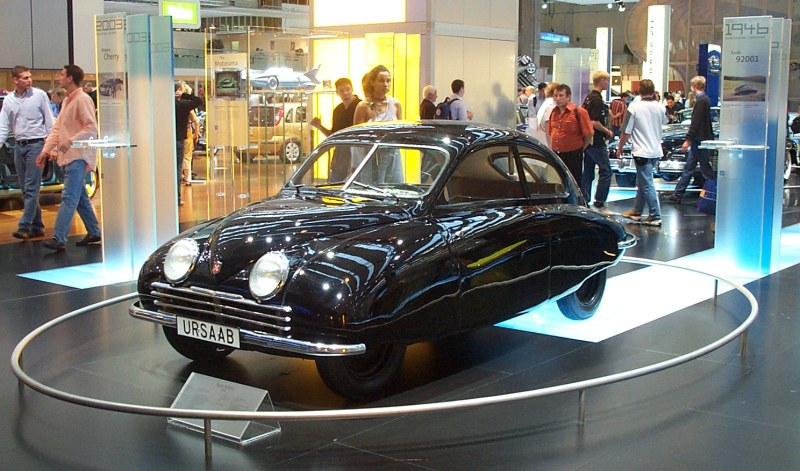
Der "Ur-Saab" von 1946

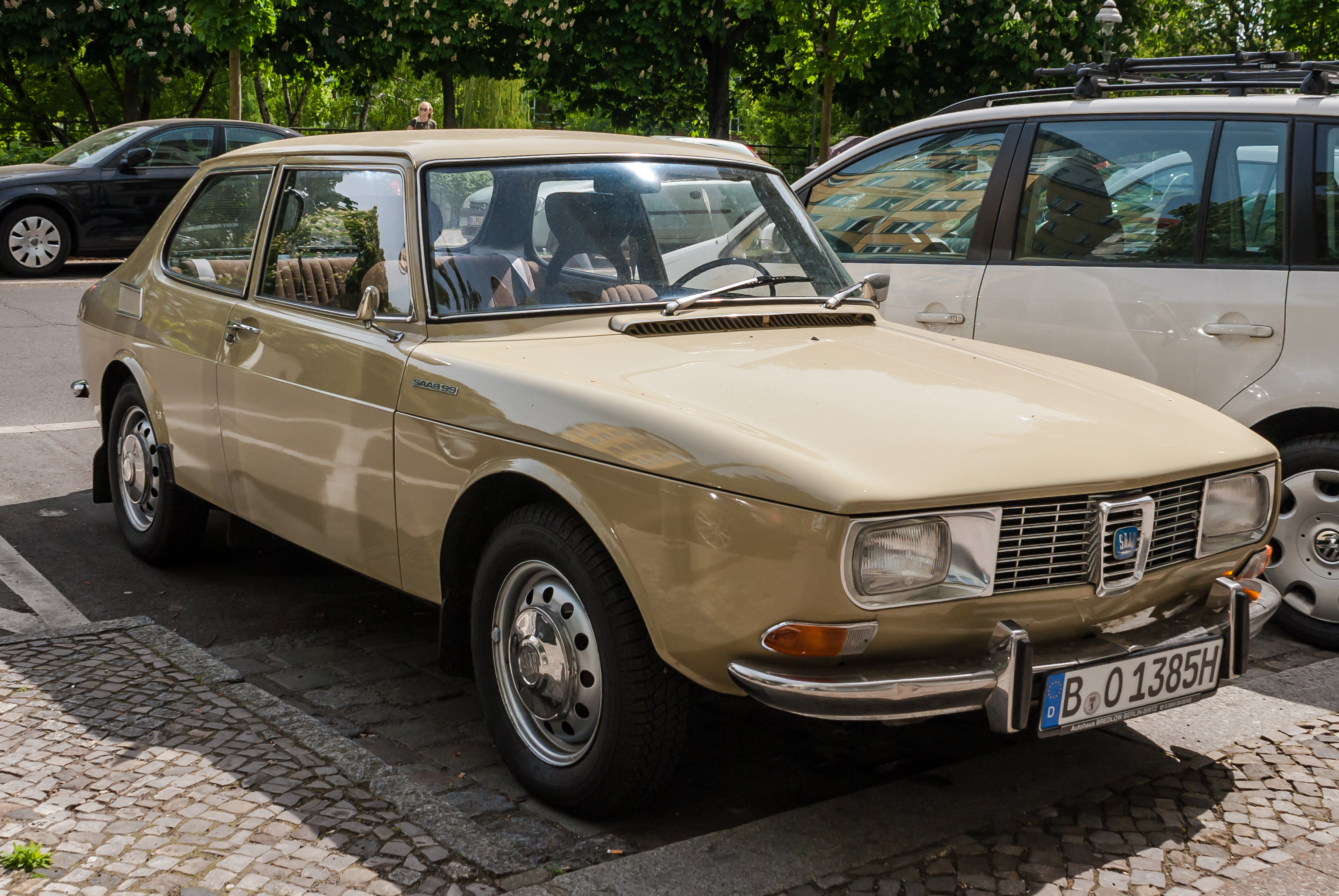
Der Saab 99 von 1967

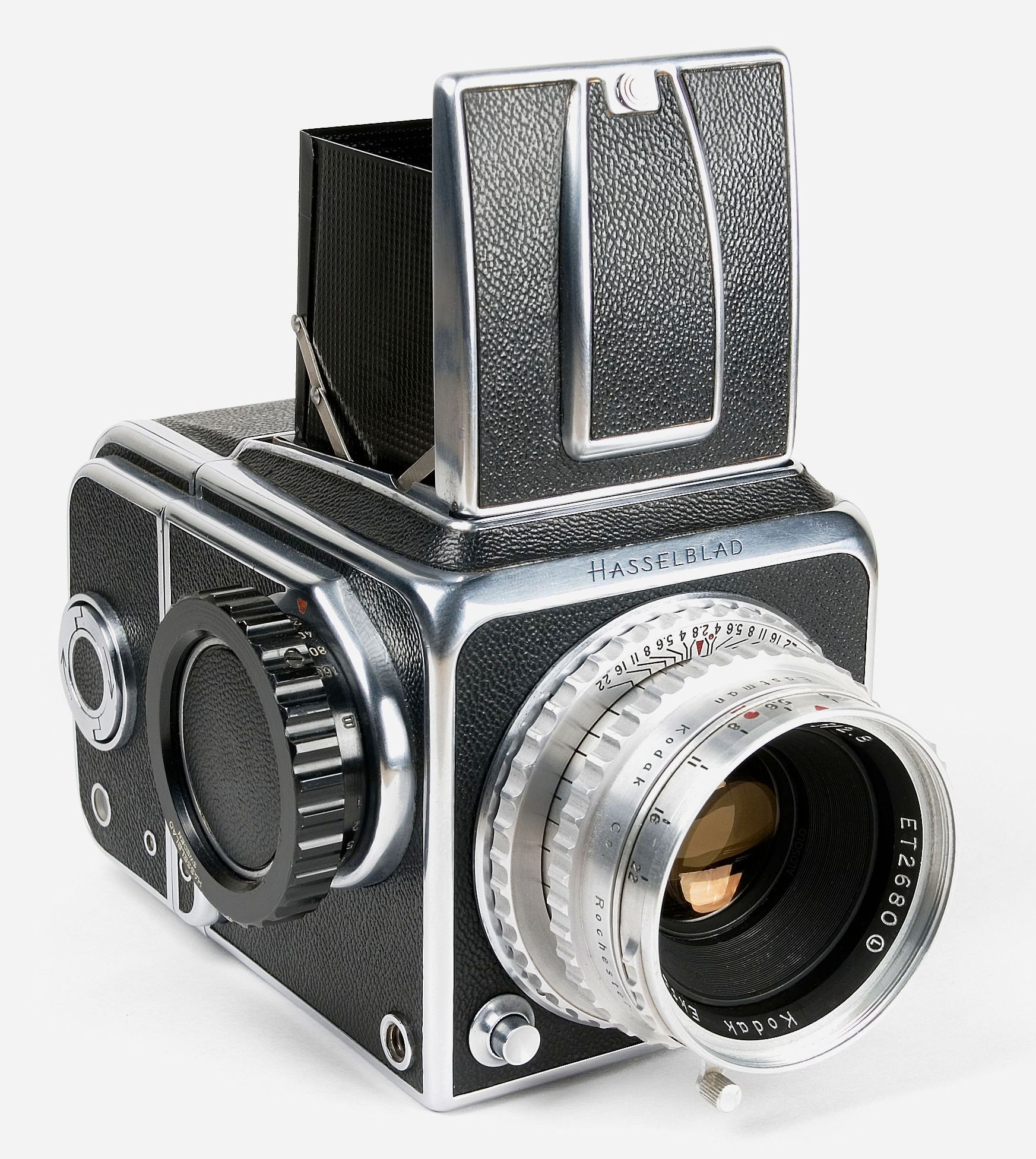
Die Hasselblad 1600 F

Sixten Sason (eigentlich Karl-Erik Sixten Andersson; * 12. März 1912 in Skövde; † 1. April 1967 in Solna-Råsunda) war ein schwedischer Produktdesigner und Illustrator, der hauptsächlich durch die Gestaltung der frühen Saab-Modelle und der Hasselbladkamera bekannt wurde.

## Hintergrund
Sixten Sason war schon in früher Jugend ein begeisterter Zeichner. Sein Vater war Bildhauer mit eigener Firma, dort ging Sixten in die Lehre, was sicherlich seine spätere Fähigkeit der dreidimensionalen Darstellung von Illustrationen positiv beeinflusste. Schon als Fünfzehnjähriger fertigte er die Illustration eines Benzintanks für die Motorradfabrik Husqvarna. Im späteren Leben sollte er noch viele Aufträge von Husqvarna erhalten.

## Saab
Im Jahre 1939 wurde Sixten Sason beim schwedischen Flugzeughersteller Saab angestellt, wo er Chef für die Zeichnerabteilung wurde. Sason hatte ein einmaliges Talent, sog. Röntgenzeichnungen von technischen Details für Handbücher und Instruktionsmaterial anzufertigen. Als Saab nach Kriegsende als Friedensproduktion mit der Automobilherstellung begann, hatte Sason einen festen Platz in der Designgruppe und war bei der Entstehung des „Ursaab“ mit dabei. Als Chefdesigner formte er sämtliche Saabmodelle bis hin zum Saab 99, der 1967 auf den Markt kam. Die Präsentation blieb ihm versagt, Sixten Sason starb kurz vorher, im Alter von 55 Jahren.

## Hasselblad
Während seiner Zeit bei Saab traf Sixten Sason den Kamerahersteller Victor Hasselblad. Auch Hasselblad suchte eine Nachkriegsproduktion, nachdem die Firma Aufklärungskameras für die schwedische Luftwaffe gebaut hatte. Zusammen mit Sason entwickelte Hasselblad die "erste einäugige 6x6 Spiegelreflexkamera der Welt, mit austauschbarem Objektiv und Magazin", die Hasselblad 1600 F, die 1948 in New York präsentiert wurde.

## Husqvarna und Elektrolux
Außer Saab hatte Sixten Sason noch zwei weitere große Auftraggeber, Husqvarna und Electrolux. Für Husqvarna entwarf er Haushaltsgeräte, Kettensägen, Nähmaschinen und Motorräder, für Electrolux Außenbordmotoren, Kühlschränke und Bohnermaschinen.